# Egglestone Abbey

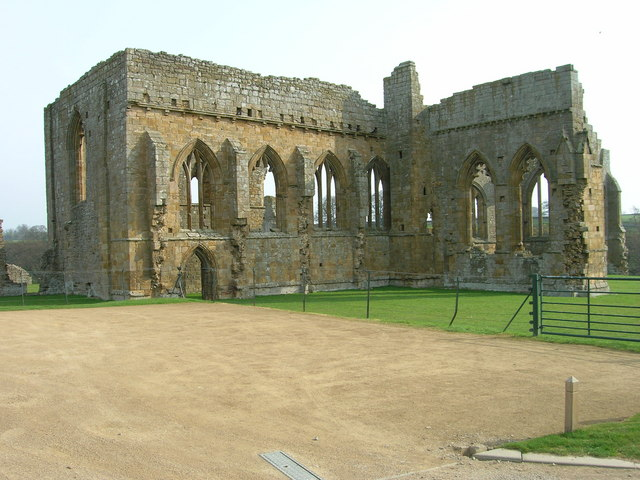
Die Ruine der Stiftskirche

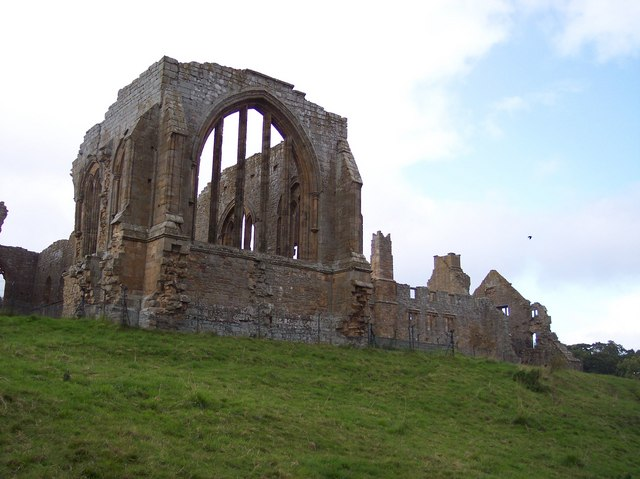
Das Ostfenster

Egglestone Abbey war ein Stift der Prämonstratenser im County Durham in Yorkshire in Großbritannien. Es war zu Ehren der heiligen Maria und Johannes dem Täufer geweiht. Die Ruine ist seit 1915 als Scheduled Monument denkmalgeschützt und seit 1987 als Kulturdenkmal der Kategorie Grade I eingestuft.

## Geschichte
Egglestone wurde um 1190 wahrscheinlich von Ralph de Moulton als Tochterkloster von Easby Abbey gegründet. Bei der heute noch erhaltenen Anlage deutet nichts auf bedeutende Baumaßnahmen nach dem 13. Jahrhundert hin. Dies liegt wahrscheinlich darin begründet, dass sich das Stift von Verwüstungen im Zuge der schottischen Invasion von 1315 und nachfolgender kriegerischer Gegenmaßnahmen nie wieder richtig erholte. Der Kreuzgang wurde um 1195 errichtet und erhielt im 13. Jahrhundert einen neuen Westflügel. Die kreuzförmige Stiftskirche erhielt um 1250 einen neuen Chorraum, dem Querhaus wurden etwas später Kapellen angefügt. Um 1300 wurde das Langhaus erweitert, um es dem Chor anzupassen.
Das Stift wurde 1540 im Zuge der Reformation aufgehoben. Die Gesamtanlage ist heute in Ruinen noch zu erkennen, am besten haben sich größere Teile der Kirche erhalten, darunter das große Ostfenster,  dessen Maßwerkgestaltung große Rätsel aufgibt, da es dafür in der Bauperiode keinerlei andere Entsprechung gibt.

## Wissenswertes
Die Ruine der Egglestone Abbey wurde von der BBC als Schauplatz für Dreharbeiten der Fernsehserie „Der Doktor und das liebe Vieh“ in der Episode „Nothing Like Experience“ genutzt, wo sie als Raine Abbey als Kulisse für einen angeblichen Geistermönch diente.